# SN 2009hx
SN 2009hx – supernowa typu Ia odkryta 17 lipca 2009 roku w galaktyce A224912+1120. W momencie odkrycia miała maksymalną jasność 22,60m.